# Mohamed Ramin Mojtar
Mohamed Ramin Mojtar es un deportista egipcio que compitió en taekwondo. Ganó una medalla de oro en los Juegos Panafricanos de 1991 en la categoría de –76 kg.

## Palmarés internacional
| Juegos Panafricanos | Juegos Panafricanos | Juegos Panafricanos | Juegos Panafricanos |
| Año                 | Lugar               | Medalla             | Categoría           |
| ------------------- | ------------------- | ------------------- | ------------------- |
| 1991                | El Cairo (Egipto)   | Medalla de oro      | –76 kg              |